# MRT 2
MRT 2 es el segundo canal de televisión público de Macedonia del Norte, perteneciente a MRT. Se trata de un canal generalista en albanés, principalmente dirigido a la comunidad albanesa del país.

## Historia
El canal inició emisiones el 6 de marzo de 1978 como Televizija Skopje 2. Emitía una vez a la semana, todos los lunes, y posteriormente todos los miércoles, durante cuatro horas, íntegramente en color. La programación era alternativa al primer canal, con espectáculos, documentales y programas culturales.
En 1991 el canal cambió su nombre a MTV 2, y pasó a emitir programación dirigida a las minorías lingüísticas del país, con emisiones en albanés, serbio, turco, romaní, arrumano y bosnio.
En 2012 MTV 2 adoptó su actual imagen corporativa y cambió su nombre a MRT 2. En ese mismo año inició emisiones MRT 2 Sat, canal satelital e internacional que emite la programación de MRT 2.
Desde 2020 el canal emite exclusivamente en albanés, y toda la programación en las diferentes lenguas minoritarias de Macedonia del Norte fueron transferidas a MRT 4.

## Imagen corporativa

1991 - 2012
Desde 2012
Logo actual en albanés